# Symphonische Spielemusikkonzerte

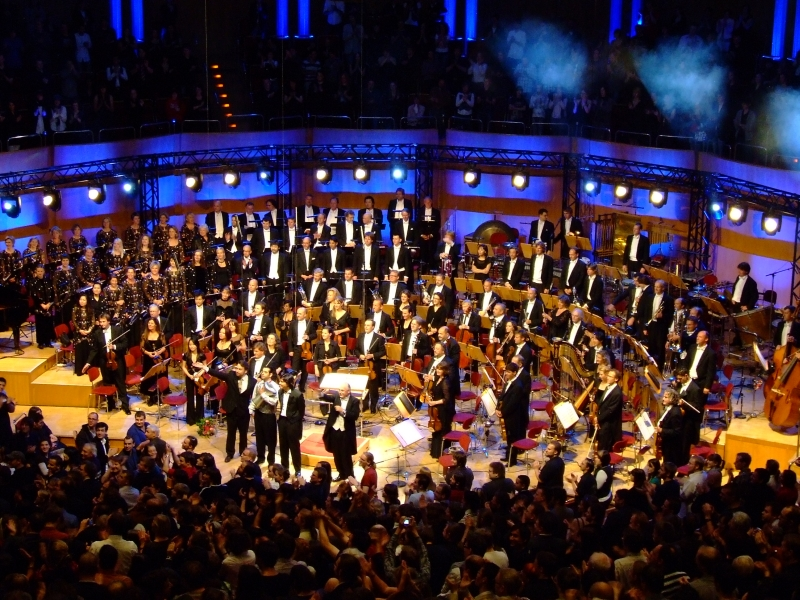
Uma foto da WDR Radio Orchestra Cologne, The WDR Radio Choir Cologne, Jonne Valtonen, Rony Barrak, Benyamin Nuss and Arnie Roth, tirada após a apresentação da Symphonic Fantasies no Cologne Philharmonic Hall (em 12 de setembro de 2009).

Symphonische Spielemusikkonzerte é um premiado concerto anual realizado na Alemanha, dedicado a Música de jogos eletrônicos, que acontece desde 2003, sendo o primeiro evento deste tipo a ser realizado fora do Japão.

## Prêmios Recebidos
- 2012 Outstanding Production - Concert: Symphonic Fantasies Tokyo - music from Square Enix, Annual Game Music Awards 2012[2]
- 2011 Best Live Concert: Symphonic Odysseys – Tribute to Nobuo Uematsu, Annual Original Sound Version Awards 2011[3]
- 2011 Outstanding Production – Concert: Symphonic Odysseys – Tribute to Nobuo Uematsu, Annual Game Music Awards 2011[4]
- 2011 Best RPG-Related Arranged Soundtrack: Symphonic Fantasies – music from Square Enix, RPGFan Awards 2010[5]
- 2011 Best Live Concert: Symphonic Legends – music from Nintendo, Annual Original Sound Version Awards 2010[6]
- 2010 Best Arranged Album – Solo / Ensemble: Symphonic Fantasies – music from Square Enix, Annual Game Music Awards 2010[7]
- 2010 Best Concert: Symphonic Legends – music from Nintendo, Swedish LEVEL magazine[8]